# Vivianita
La vivianita és un mineral de la classe dels fosfats, que pertany i dona nom al grup vivianita de minerals. Va ser descoberta l'any 1817 a Cornualla (Anglaterra), i rep el seu nom del mineralogista i polític anglès John H. Vivian, el seu descobridor.

## Característiques
És un fosfat de ferro hidratat, sense anions addicionals. Quan està acabat d'extreure aquest mineral pot arribar a ser gairebé incolor, però un cop extret s'oxida el Fe2+ a Fe3+, adquirint una coloració blau fosc a blau-verd. La seva duresa a l'escala de Mohs és d'1,5 a 2. Cristal·litza en el sistema monoclínic formant cristalls allargats i aplanats, que a vegades poden ser arrodonits. També forma agrupacions, incrustations o concrecions, i pot ser trobada de manera terrosa o en pols. A més dels elements de la seva fórmula, Fe²⁺₃(PO₄)₂(H₂O)₈, sol portar com impureses: manganès, magnesi i calci.
Segons la classificació de Nickel-Strunz, la vivianita pertany a «08.CE: Fosfats sense anions addicionals, amb H₂O, només amb cations de mida mitjana, RO₄:H₂O sobre 1:2,5» juntament amb els següents minerals: chudobaïta, geigerita, newberyita, brassita, fosforrösslerita, rösslerita, metaswitzerita, switzerita, lindackerita, ondrušita, veselovskýita, pradetita, klajita, bobierrita, annabergita, arupita, barićita, eritrita, ferrisimplesita, hörnesita, köttigita, manganohörnesita, parasimplesita, pakhomovskyita, simplesita, cattiïta, koninckita, kaňkita, steigerita, metaschoderita, schoderita, malhmoodita, zigrasita, santabarbaraïta i metaköttigita.

## Formació i jaciments
Apareix com a mineral secundari comú a la zona d'oxidació de jaciments de minerals metàl·lics, en pegmatites de tipus granit contenint fosfats, associada a materials orgànics reemplaçant a aquests en fòssils, o en argiles al·luvials. Sol trobar-se associada a altres minerals com: metavivianita, ludlamita, pirita, pirrotina, siderita, santaclaraïta o limonita.

## Grup vivianita
El grup vivianita està format per fosfats o arsenats amb un metall (magnesi, manganès, ferro, cobalt, níquel, coure o zinc), més vuit molècules d'aigua, cristal·litzant tots ells en el sistema monoclínic. És dimorf del grup simplesita amb igual fórmula química però en triclínic.
| Espècie     | Fórmula             |
| ----------- | ------------------- |
| Annabergita | Ni₃(AsO₄)₂·8H₂O     |
| Arupita     | Ni₃(PO₄)₂·8H₂O      |
| Babanekita  | Cu₃(AsO₄)₂·8H₂O     |
| Barićita    | (Mg,Fe)₃(PO₄)₂·8H₂O |
| Eritrita    | Co₃(AsO₄)₂·8H₂O     |
| Hörnesita   | Mg₃(AsO₄)₂·8H₂O     |

| Espècie          | Fórmula              |
| ---------------- | -------------------- |
| Köttigita        | Zn₃(AsO₄)₂·8H₂O      |
| Manganohörnesita | (Mn,Mg)₃(AsO₄)₂·8H₂O |
| Pakhomovskyita   | Co₃(PO₄)₂·8H₂O       |
| Parasimplesita   | Fe2+₃(AsO₄)₂·8H₂O    |
| Vivianita        | Fe2+₃(PO₄)₂·8H₂O     |